# Schenkenzell
Schenkenzell è un comune tedesco di 1 809 abitanti, situato nel land del Baden-Württemberg.